# 安楽山宮神社
安楽山宮神社（あんらくやまみやじんじゃ）は、鹿児島県志布志市志布志町安楽にある神社。正式名称は山宮神社。

## 祭神
天智天皇、持統天皇、玉依姫、大友皇子、乙姫、倭姫。

## 沿革
社伝によると和銅2年（709年）に創建され、大同2年（807年）に近隣の6社を合祀して「山口六社大明神」と名乗っていた。明治2年（1869年）の廃仏毀釈以降、現在の山宮神社に改称する。

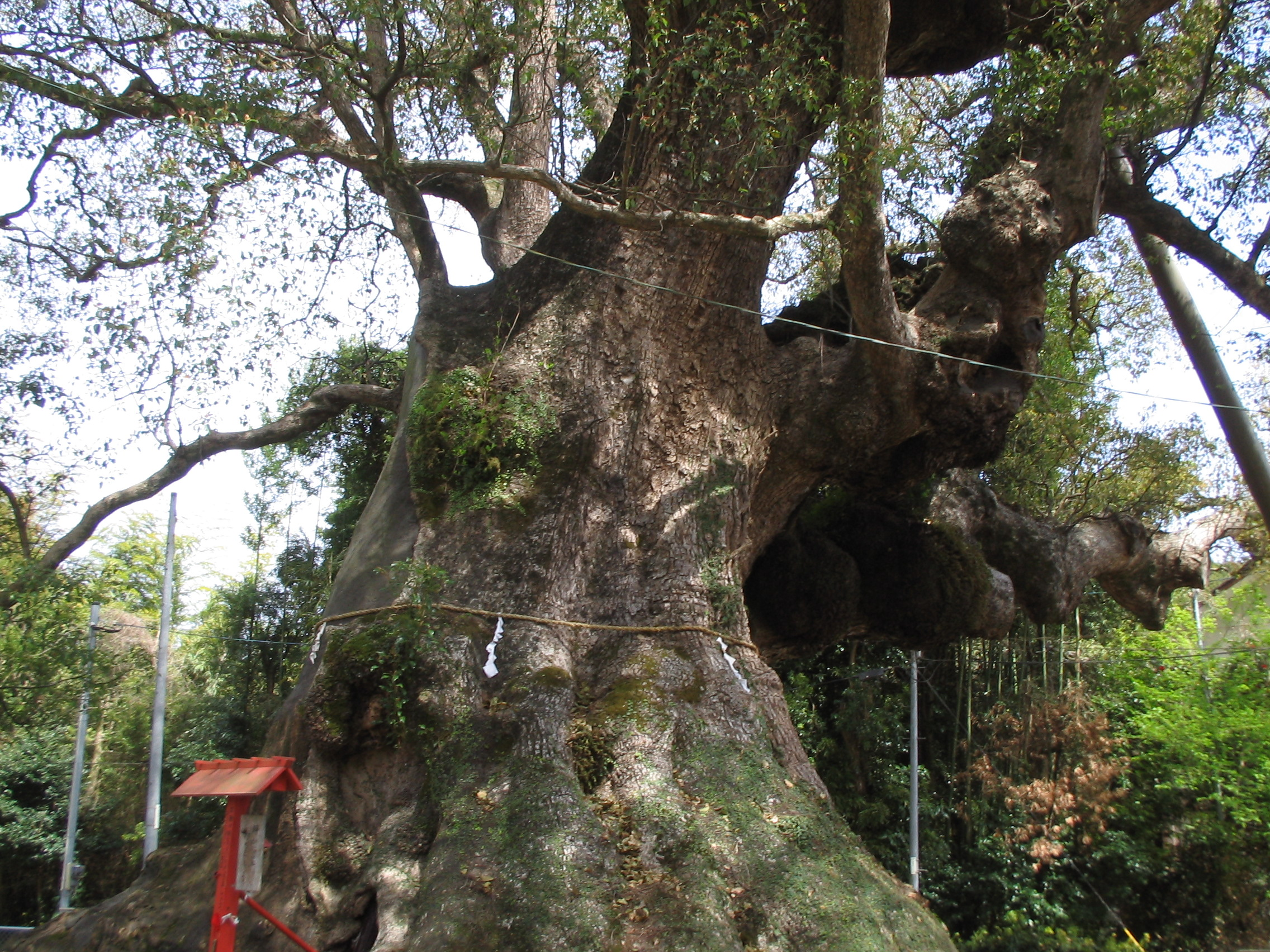
志布志の大クス

現在建築物などは新しくなっているが宝物は平安時代からの物も含め多数にのぼり、かなり古くに創始された神社ではないかと思われる。また、同市田之浦にある同名神社とは関連が深い。
境内には高さ23.6m、幹周17.1m、推定樹齢1000年という楠の巨木があり、「志布志の大クス」の名称で国の天然記念物に指定されている。

## 祭祀
春祭（2月第2土曜日）
「田打ち」「かぎひき」「正月踊」は鹿児島県指定無形民俗文化財。1.5km離れた安楽神社（ヤスラジンジャ）と合同で行われる。

## 文化財
- 銅鏡100面（国の重要文化財「唐草鴛鴦文様銅鏡」1面含む）
- 能面・神舞面
- 志布志の大クス